# سارة كونراد
سارة كونراد (بالإنجليزية: Sarah Konrad)‏ هي متسابقة بياثل أمريكية، ولدت في 26 أغسطس 1967 في بيشوب في الولايات المتحدة.

## وصلات خارجية
- سارة كونراد على موقع IBU (الإنجليزية)
- سارة كونراد على موقع الاتحاد الدولي للتزلج (التزلج الريفي) (الإنجليزية)
- سارة كونراد على موقع أوليمبيديا (الإنجليزية)